# Vermilion, Illinois
Vermilion är en by (village) i Edgar County i Illinois. Vid 2010 års folkräkning hade Vermilion 225 invånare.